# Danny Jansen
Daniel Robert Jansen (Elmhurst, Illinois, 15 de abril de 1995), más conocido como Danny Jansen, es un jugador profesional estadounidense de béisbol que se desempeña en la posición de cácher en los Milwaukee Brewers, equipo de las Grandes Ligas de Béisbol (MLB).

## Carrera
Fue seleccionado en la 16.ª ronda en el Draft de la MLB de 2013. En 2018 hizo su debut profesional con el equipo Toronto Blue Jays, donde jugó siete temporadas. En el verano del 2025 fue adquirido por los Milwaukee Brewers.